# Artabanos III.

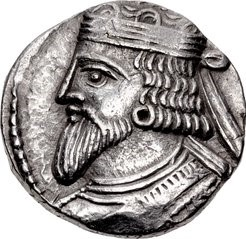
Artabanos III. auf einer Münze von 80/81

Artabanos III. (nach anderen Zählungen: Artabanos IV.) war ein Usurpator, der im Partherreich für kurze Zeit herrschte. Er ist so gut wie nur von Münzen bekannt, die er in Seleukia am Tigris prägen ließ und die auf das Jahr 80/81 n. Chr. datiert werden. Der damals legitim regierende Pakoros konnte ihn anscheinend vernichten.